# Rudolf I. (Tübingen-Herrenberg)

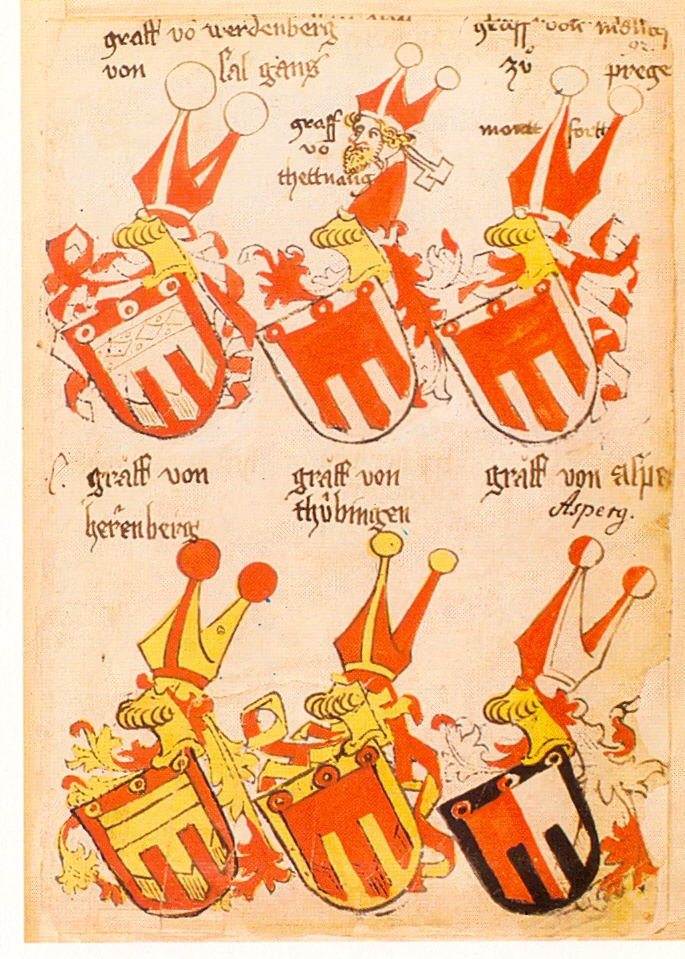
Wappen der Grafen von Herrenberg und anderer Linien der Pfalzgrafen von Tübingen

Rudolf I. der Scheerer († 12. Mai 1277 in Wien) war Graf von Tübingen in Herrenberg und Vogt von Sindelfingen. Er hieß in jungen Jahren Rudolf III. von Tübingen.

## Name und Familie
Graf Rudolf I. der Scheerer war der jüngere Sohn des Pfalzgrafen Rudolf II. von Tübingen und einer Tochter von Markgraf Heinrich aus dem Hause von Ronsberg.
Er führte, zum Unterschied von seinem gleichnamigen Vater, häufig den Beinamen Scheerer nach der Stadt Scheer an der Donau. Auch nannte er sich manchmal, namentlich auf seinen Siegeln „Sohn des Pfalzgrafen“, d. h. Sohn Rudolfs II. Wie Pfalzgraf Hugo IV. der Stammvater der Horber, so ist Rudolf der Stammvater der Herrenberger Linie der Pfalzgrafen von Tübingen, deren Glieder sich nach ihm Scheerer nannten.
Er war in erster Ehe mit einer namentlich unbekannten Gemahlin aus dem Haus Württemberg, einer Schwester von Graf Ulrich I. vermählt. In zweiter Ehe heiratete er Adelheid, Tochter von Graf Eberhard von Eberstein. Er hatte folgende Kinder:
1. Ludwig der Scheerer
2. Rudolf II. der Scheerer
3. Eberhard der Scheerer († 21. April 1302)
4. Hugo († 1277)
5. Uta († nach 1302) ⚭ Hermann II. von Geroldseck († 2. Juli 1298 gefallen bei Göllheim)
6. Agnes, Erbin von Blaubeuren, ⚭ Graf Ulrich II. von Helfenstein († nach 17. Mai 1294)

## Leben und Wirken
Er trat zum ersten Mal am 1. Juli 1251 als selbständiger Graf in Angelegenheiten seines Schwagers, des Grafen „Ulrich von Wirtemberg“, auf. Als jener die Burg Wittlingen bei Urach vom Konstanzer Bischof Eberhard II. von Waldburg erwarb, setzte er den hier beschriebenen „Scheerer“ und seine beiden Vettern, die Grafen Rudolf und Ulrich von Asperg, für den Fall seines Todes zu Bürgen.
Nach dem Tode seines Bruders, des Pfalzgrafen Hugo IV. († um 1267), übernahm Rudolf die Vormundschaft der Söhne desselben, und wohl in Folge hiervon die Schirmvogtei des Klosters Blaubeuren. Er führte dann auch den Titel Pfalzgraf. Die genannte Vogtei legte er laut einer Urkunde vom 24. Dezember 1267 aber bald nieder. Die Schirmvogtei des Stiftes Sindelfingen hatte er von seinem Vater Rudolf II. übernommen, zu dessen Herrschaft der Ort Sindelfingen gehörte.
Von einer Teilhabe an den politischen Umbruchsprozessen in seiner Zeit ist wenig überliefert: Im Jahr 1262 traf er sich mit vielen anderen Großen und Herren Schwabens bei dem erst zehn Jahre alten Staufer-Herzog Konradin in Konstanz. Er führte in einer dort ausgestellten Urkunde den Titel Pfalzgraf und stand an der Spitze der Grafen.
Nachdem Graf Rudolf von Habsburg den deutschen Königsthron bestiegen hatte, begaben sich Rudolf I. der Scheerer und seine Stammesverwandten von der Horber und Asperger Linie auf die Seite desselben. Rudolf war im Januar 1276 beim König in Nürnberg.
Rudolf der Scheerer starb laut Sindelfinger Chronik am 12. Mai 1277 in Wien. Das weist darauf hin, dass er zuvor an dem Kriegszug König Rudolfs gegen Ottokar von Böhmen teilgenommen hatte und auch nach dessen Unterwerfung mit anderen schwäbischen Herren bei Rudolf in Wien geblieben war. Dieser hatte bei der Aufstellung von Reichslandvögten die Pfalzgrafen von Tübingen allerdings nicht berücksichtigt und stattdessen seinen Schwager Albrecht von Hohenberg zum Landvogt in Niederschwaben bestimmt.
Wie sein Großvater und die vor ihm gestorbene Gemahlin Adelheid fand er seine letzte Ruhestätte in dem von ihm so begünstigten Kloster Bebenhausen. Am 28. Mai 1277 wurde sein zuvor von Wien überführter Leichnam dort beigesetzt.